# Андреас фон Зоненберг
Андреас фон Валдбург-Зоненберг (на немски: Andreas von Waldburg-Sonnenberg; Endress von Sonnenberg; * 1472; † 10 май 1511, убит при Хербертинген) от швабския род Валдбург-Зоненберг е от 1510 г. 4. имперски граф на Фридберг и Шеер (1472) и императорски генерал.

## Биография
Той е вторият син на имперски граф Еберхард I фон Валдбург-Зоненберг (1424 – 1479) и съпругата му графиня Кунигунда фон Монтфорт-Тетнанг († сл. 1463), дъщеря на граф Вилхелм IV фон Монфор-Тетнанг († ок. 1439) и графиня Кунигунда фон Верденберг-Хайлигенберг-Блуденц († 1443). Брат е на Еберхард II († 1483), от 1479 г. 2. имперски граф на Зоненберг, Йохан († 1510), от 1483 г. 3. имперски граф на Зоненберг и господар на Волфег, и Ото († 1491), епископ на Констанц (1474/1481 – 1491).
Андреас е убучаван като рицар и след посещения в знатните дворове по неговото време започва служба при херцог Зигмунд от Австрия. По-късно той участва с него в битките против швейцарците и Венеция.
През 1475 г. баща му Еберхард I предава графството Фридберг-Шеер на синът си Андреас. През 1483 г. след смъртта на брат му Еберхард II той наследява господството Бусен с Мундеркинген, Нусплинген и Калленберг. Граф Андреас взема седалището си в Шеер на Дунав. От 1486 до 1509 г. той строи там двореца и църквата Св. Николай.
Около 1488 г. той тръгва с император Фридрих III против Фландрия, за да освободи неговия син и наследник Максимилиан, който е затворен в Брюге. Отличава се в битките на Максимилиан против френския крал, участва в боевете против турците в Хърватия. През 1504 г., вече доста възрастен, ръководи императорска войска в Ландсхутската наследствена война (1503 – 1505). Той е пленен близо до Ландсхут. След освобождението му се оттегля в наследствените му земи в Швабия.
След смъртта на брат му Йохан през 1510 г. той става шеф на цялата фамилия на трушсесите на Валдбург и получава също град Менген. Така той става граничен съсед на графовете на Верденберг. Между тях и имперските графове фон Зоненберг се стига до (гранични) конфликти. Личната омраза между Феликс фон Верденберг и Андреас фон Зоненберг се увеличава на 2 март 1511 г. по случай сватбата на херцог Улрих фон Вюртемберг с херцогиня Сабина Баварска в Щутгарт. Андреас фон Зоненберг обижда пред цялото празнично общество Феликс фон Верденберг заради неговия малък ръст, което кара Феликс да убие граф Андреас.
Андреас е убит на 24 юни 1511 г. при Хербертинген от хората на граф Феликс фон Верденберг. Трупът му е закаран в Шеер и е погребан в църквата там. Фамилията на убития се оплаква при императора, но той трябвало да остави нещата на спокойствие.
С неговата смърт неговият фамилен клон измира по мъжка линия. Наследницата му Сибила се омъжва за Вилхелм Стари фон Валдбург-Траухбург (1469 – 1557) от друга линия на трушсесите фон Валдбург.

## Фамилия
Андреас фон Валдбург-Зоненберг се жени ок. 20 март 1492 г. в Линц за Мария Маргарета фон Щархемберг (1469 – 1522), вдовица на Георг II фон Шаунберг († 7 март 1491), дъщеря на Йохан IV фон Щархемберг (1412 – 1474) и третата му съпруга Агнес Елизабет фон Хоенберг († 1494). Те имат два сина, които умират млади:
- Адриан фон Валдбург-Зоненберг
- Адриан II фон Валдбург-Зоненберг